# Лакшадвіп (союзна територія)
10°34′ пн. ш. 72°38′ сх. д. / 10.57° пн. ш. 72.64° сх. д.
Лакшадвіп (малаял. ലക്ഷദ്വീപ്‌, англ. Lakshadweep) — острівна союзна територія в складі Індії. Столиця — місто Каваратті. Населення — 60 595 осіб.

## Географія
Територія є групою островів в південно-східній частині Аравійського моря. Включає Лаккадівські і Аміндівські острови, а також Мінікой. Лише 11 з цих островів постійно заселені.

## Історія
Перші відомі історикам згадки цієї острівної групи іменують їх «Землями Пурануру», котрі є частиною древньої дравідской імперії, що простягається на величезних територіях Південної Індії. Мало що відомо в подробицях про ту епоху. Існують матеріальні свідчення того, що якийсь час опісля Лаккадіви контролювали представники династії Чера, у районі VII століття н. е. їх змінили Паллави, які називали ці острови Dweepa Laksham, однак традиційний фольклор самих остров'ян називає моментом появи першого поселення тут початок XII століття н. е. — епоху останнього Черамана Перумана — володаря Керали з династії Чера.
Найстаршими обжитими людьми островами регіону є Аміні, Калпені, Андротт, Каваратті і Агатті. Спочатку поселенці сповідували різні форми індуїзму, але з часом — до XIV століття — майже всі вони прийняли іслам. Дослідження індійських археологів показали також наявність слідів буддистської культури на Лаккадівах — між VI і VII століттями тут існували поселення її носіїв.
Згідно ж місцевими повір'ями, іслам був завезений на Лакшадвіп арабом по імені Убайдулла в 661 році н. е. Чоловік з таким ім'ям дійсно існував, більше того, його могила знаходиться на острові Андротт, і місцеві жителі дуже шанують її.
Приблизно в XI столітті владу над Лаккадівами перейшла до південноіндійської династії Чола, котра правила ними кілька століть, поки не втратила контроль на користь династії Колатхірі, в XVII столітті подарувала Лакшадвіп раджі з Каннур (сучасна Карнатака). Приблизно в цей же час ненадовго на островах з'являлися португальці, але вони були змушені піти під напором місцевих жителів.
У 1787 році влада над групою островів Аміндіві, до якої входять Аміні, Кадмат, Кілтан, Чхетлат та Бітра, перейшла до Типу Султану з Майсора, а після Третьої англо-майсорської війни 1789–1792 років правити тут стали британські колонізатори. Решта острова регіону відійшли до володарів Каннанора (регіон в сучасній Кералі). Пізніше, однак, британці прибрали до рук і їх.
Внаслідок віддаленості від континенту, новини про розділ Британської Індії на мусульманський Пакистан та Індійський Союз дійшли до Лаккадівів лише через кілька днів після 15 серпня 1947 року. Оскільки острова були частиною Мадрасського президентства, відповідно до Акту про проголошення незалежності вони автоматично відходили до Індійського Союзу. Однак, враховуючи те, що переважна більшість місцевого населення сповідувало іслам, новостворений Домініон Пакистан теоретично міг пред'явити претензії на цю територію. Для запобігання подібних спроб з боку Пакистану уряд Індійського Союзу відправив в район Лаккадівських островів свій флот з тим, щоб закріпити свій суверенітет над архіпелагом і підняти тут індійський національний прапор. Декількома годинами пізніше після прибуття індійського корабля поблизу островів з'явилися пакистанські судна, але помітивши індійську військову присутність вони були змушені повернути в Карачі.
У 1956 році, незважаючи на те, що за етнічною приналежністю більшість населення — малаялі, рішенням індійського уряду острова були відокремлені від адміністративних одиниць на материку і заснована союзна територія Лаккадівські, Мінікойські та Аміндівські острови (англ. Laccadive, Minicoy and Amindivi Islands). З 1973 року назва території змінено на Лакшадвіп.